# NGC 6584
NGC 6584 (другие обозначения — GCL 92, ESO 229-SC14) — шаровое скопление в созвездии Телескоп.
Этот объект входит в число перечисленных в оригинальной редакции «Нового общего каталога».